# Die Auschwitz-Dialoge
Die Auschwitz-Dialoge (Originaltitel: Die Auschwitz-Dialoge) ist ein polnisch-deutscher Dokumentarfilm von Regisseur Marian Ehret aus dem Jahr 2007.

## Handlung
In der polnischen Kleinstadt Auschwitz begibt sich ein Filmteam auf Spurensuche im Ort und wird mit einem bizarren Streit zwischen polnischer und jüdischer Erinnerung an den Holocaust konfrontiert. Der Bürgermeister des Ortes, Janusz Marszałek, hat einen Parkplatz nebst Einkaufszentrum neben dem KZ Auschwitz errichtet. Selbst das Opfer eines politischen Ränkespiels geworden, unterstützt er damit finanziell ein Kinderdorf. Doch jüdische Holocaust-Überlebende fordern eine Ruhezone rund ums Lager. Dies würde bedeuten, dass nicht nur die Geschäfte des Bürgermeisters, sondern auch die Einwohner der nahen Siedlungen, die Ärmsten der Armen, ihre Wohnungen verlieren würden. 
Dieser Konflikt betrifft auch das lokale Chemiewerk, das rein standorttechnisch aus der ehemals deutschen KZ-Fabrik "IG Farben" hervorgegangen ist. Als das Filmteam den Marketingmanager der Fabrik  filmt, werden die Bänder gelöscht. Als der Bürgermeister eine Gegenzeremonie zur offiziellen Gedenkveranstaltung am 27. Januar 2005 organisiert und polnische Rechtsextremisten einlädt, kommt es zur Konfrontation zwischen polnischer und jüdischer Erinnerung an den Holocaust.

## Kritiken
Die Zeitschrift film-dienst bescheinigt dem Film in ihrer Ausgabe 26/2008 interessante Denkanstöße und eine Fülle von Fakten, kritisiert allerdings, dass die verschiedenen Positionen nicht klar genug herausgearbeitet wären. Die deutschsprachige jüdische Internet-Seite haGalil dagegen erkennt in ihrem Artikel vom 27. Mai 2008 lobend eine Zweiteilung, in welcher dieselbe Geschichte einmal aus polnischer und einmal aus jüdischer Sicht erzählt wird. Das Berliner Stadtmagazin ZITTY bewertet den Film in seiner Ausgabe 21/2008 durch Daumensymbolik mit einem "Sehr gut" und sieht ihn als wichtige Zeitdokumentation an.

## Auszeichnungen
Kasseler Dokumentarfilm- und Videofest 2007
- Nominierung in der Kategorie A38-Produktionsstipendium